# Klinkhamers
Klinkhamers war ein belgischer Hersteller von Automobilen. 

## Unternehmensgeschichte
Henri Klinkhamers betrieb das Unternehmen, das seinen Namen trug. Der Sitz war in Lüttich. 1912 begann die Produktion von Automobilen. Der Markenname lautete zunächst Alfa-Légia, wobei Alfa für Ateliers Liégeois pour la Fabrication d’Automobiles (übersetzt etwa: Atelier aus Lüttich für die Fabrikation von Automobilen) stand.
Nach Ende des Ersten Weltkriegs kam der Handel mit Fahrzeugen von Buick dazu. 1921 kam der Name Buick-Sport dazu. Im selben Jahr endete die Produktion von Personenkraftwagen. Bis 1930 entstanden noch leichte Schienenfahrzeuge, Zugmaschinen, Druckwalzgeräte, Stationär- und Bootsmotoren mit dem Namen Alfa.

## Pkw

### Markenname Alfa-Légia
Das Unternehmen stellte 1912 einige Sportwagen mit Vierzylindermotor mit wahlweise 1327 cm³ oder 1888 cm³ Hubraum her.
Zwischen 1919 und 1921 wurden aus importierten Austro-Daimler-Teilen Fahrzeuge für den belgischen Markt montiert.

### Markenname Buick-Sport
Das Unternehmen stellte 1921 Fahrzeuge auf Buick-Basis her. Der Hauptunterschied zu den Originalen war der Spitzkühler.